# Gerda Weissmann Klein
Gerda Weissmann Klein (Bielsko-Biała, 8 mei 1924 – Phoenix (Arizona), 3 april 2022) was een in Republiek Polen geboren Amerikaanse schrijfster en mensenrechtenactiviste van Joodse afkomst. De documentaire One Survivor Remembers (1995), gebaseerd op de autobiografie van Gerda Klein, All But My Life (1955), won in 1995 de Academy Award voor beste documentaire, maar ontving ook een Emmy Award en werd geselecteerd voor de National Film Registry. Op 15 februari 2011 ontving Klein de Presidential Medal of Freedom, de hoogste burgerlijke onderscheiding in de Verenigde Staten.

## Levensloop

### Jeugd

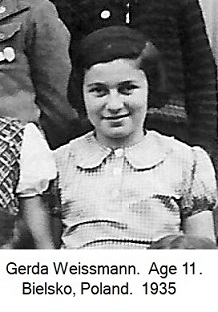
De 11-jarige Gerda Weissmann in Bielsko-Biała in 1935

Gerda Weissmann was het tweede kind van Julius en Helene Weissmann. Ze werd geboren op 8 mei 1924 in Bielsko/Bielitz (nu Bielsko-Biała in het huidige Polen). Ze studeerde aan het Notre Dame Gymnasium in Bielsko, totdat de Duitsers Polen binnenvielen in 1939. Haar beide ouders en haar oudere broer Arthur (geb. 1919) stierven tijdens de Holocaust. 

### Tweede Wereldoorlog
Op 3 september 1939 vielen Duitse troepen het huis van de vijftienjarige Gerda Weissmann in Bielsko binnen. Kort nadat de invasie was begonnen, ontving de familie een telegram van haar oom, waarin stond dat de Duitsers snel oprukten en dat de familie Polen onmiddellijk moest verlaten. Ze bleven echter in Polen, omdat Gerda's vader een hartaanval had gekregen.
Na de invasie keken Gerda en haar familie toe hoe etnische Duitsers die in Polen woonden en die ze als vrienden hadden beschouwd, met nazi-vlaggen zwaaiden en de Hitlergroet gebruikten. In oktober 1939 kreeg Gerda's oudere broer, Arthur (destijds 19 jaar), het bevel van de Duitsers om zich als in te schrijven voor het leger. Op 18 oktober 1939 gaf Arthur gehoor aan deze dagvaarding. Zijn familie heeft hem nooit meer teruggezien. In 1942 werd Gerda's vader naar een vernietigingskamp gestuurd. Hij stierf in april 1942. In juni 1942 werd Weissmann gescheiden van haar moeder toen het getto, waarin ze werd vastgehouden, werd geliquideerd. Toen de gevangenen in vrachtwagens stapten, stapte Weissmann uit om niet van haar moeder gescheiden te worden.
Weissmann bevond zich gedurende de oorlog in verschillende kampen: ten eerste in Bolkenhain, een subkamp van Gross-Rosen, waar zij tussen juli 1942 en augustus 1943 aan weefgetouwen werkte. Ze werd in augustus 1943 overgebracht naar Märzdorf om fysieke arbeid te verrichten. Toen Weissmann bijna stierf aan de gevolgen van uitputting, hielp een jeugdvriendin, Ilse Kleinzahler, haar over te brengen naar Landeshut, ook een subkamp van Gross-Rosen. Toen Landenshut in mei 1944 werd gesloten, werd Weismann overgeplaatst naar Grünberg.
Weissmann werd met 4000 andere vrouwen, waaronder drie vriendinnen, de eerder genoemde Ilse Kleinzahler, Liesl Steppe en Suse Kunz, gedwongen om een dodenmars van 560 kilometer te lopen. De dodenmars ging door Dresden, Chemnitz, Zwickau, Reichenbach, Plauen en Volary. Weissmann was een van de 120 vrouwen die de dodenmars heeft overleefd: haar drie vriendinnen kwamen hierbij om het leven.
In mei 1945 werd Weissmann Klein, die op dat moment slechts 31 kilogram woog, bevrijd door troepen van het Amerikaanse leger in Volary, Tsjecho-Slowakije; deze troepen omvatten luitenant Kurt Klein, die in Duitsland werd geboren en in 1937 naar de Verenigde Staten emigreerde om als tiener aan het nazisme te ontsnappen. Kleins ouders werden vermoord in Auschwitz-Birkenau.

### Na de oorlog
Gerda Weissmann verloofde in september 1945 met luitenant Kurt Klein (1920-2002) en later trouwden ze in Parijs. Gerda en Kurt Klein vestigden zich in New York en kregen drie kinderen en acht kleinkinderen. Het verhaal van de ontmoeting en het leven van Gerda en Kurt samen is te zien geweest in de Oprah Winfrey Show, 60 Minutes en CBS Sunday Morning.
Weissmann Klein overleed op 3 april 2022 op 97-jarige leeftijd.